# 桑巴代勒
桑巴代勒（法語：Sembadel，法語發音：[sɑ̃badɛl]）是法国上卢瓦尔省的一个市镇，位于该省北部偏西，属于布里尤德区。

## 地理
桑巴代勒（45°16'29"N, 3°41'12"E）面积18.59 平方千米，位于法国奥弗涅-罗讷-阿尔卑斯大区上盧瓦爾省，该省份为法国中南部省份，北起多姆山省和卢瓦尔省，西接康塔爾省，南至洛泽尔省，东临阿尔代什省。
与桑巴代勒接壤的市镇（或旧市镇、城区）包括：博讷瓦勒、拉谢斯迪约、科南格勒、费利讷、蒙莱、瑟努伊尔河畔圣帕勒。
桑巴代勒的时区为UTC+01:00、UTC+02:00（夏令时）。

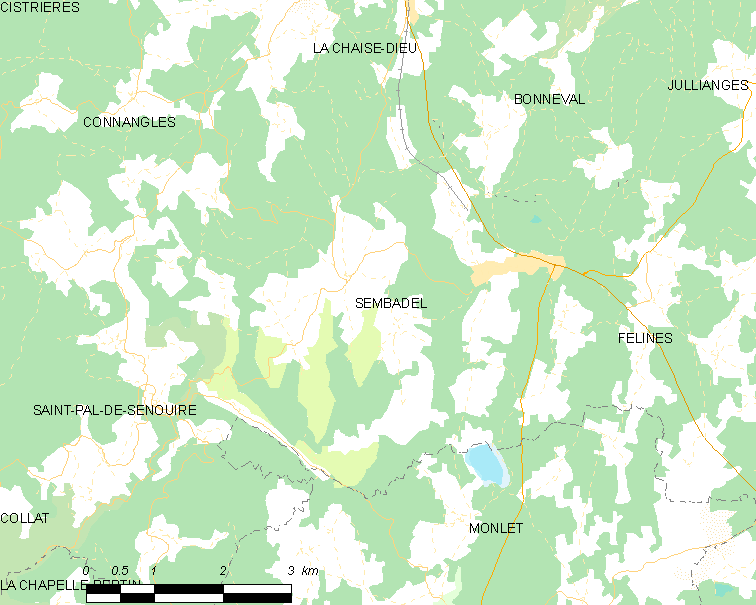
桑巴代勒的OSM定位图

## 行政
桑巴代勒的邮政编码为43160，INSEE市镇编码为43237。

## 政治
桑巴代勒所属的省级选区为上沃莱花岗岩高原县。

## 交通
上卢瓦尔省省道D13线、D22线、D133线、D222线、D647线和D906线经过境内。

## 人口

1962-2008年间桑巴代勒人口变化图示

桑巴代勒于2022年1月1日时的人口数量为240人。